# Campaign for Real Ale

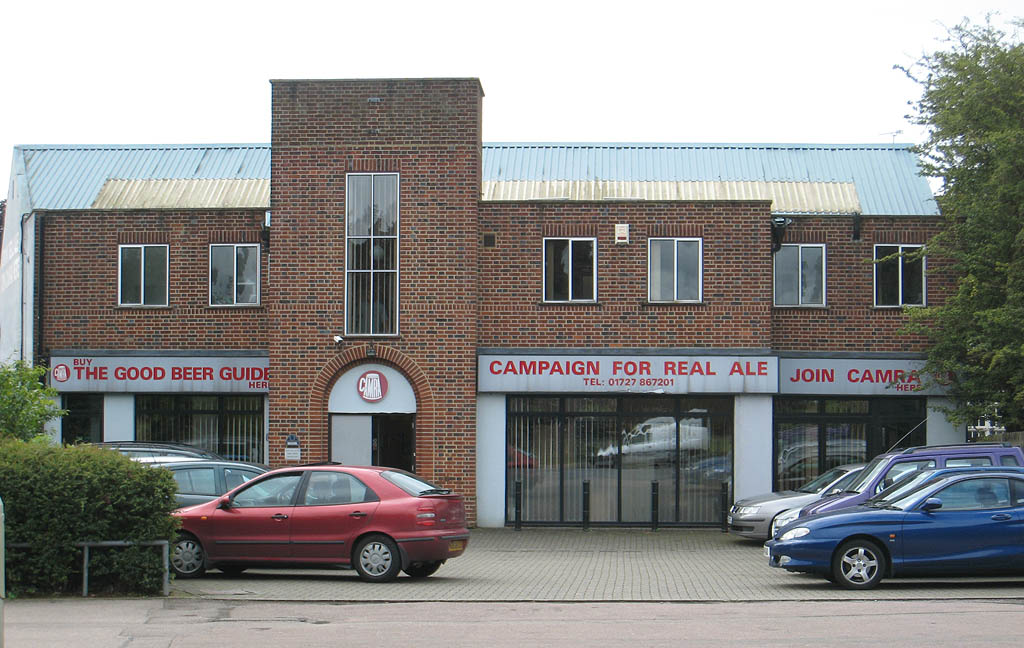
Sede del CAMRA

Il Campaign for Real Ale (conosciuto anche con la sigla CAMRA) è un'associazione indipendente di volontariato del Regno Unito, che ha lo scopo principale di promuovere la birra tradizionale (cask ale) e i pub britannici tradizionali . L'organizzazione ha sede a St Albans in Inghilterra. Attualmente è la più grande organizzazione di consumatori che si occupa di un singolo prodotto del Regno Unito, ed è un membro fondatore della European Beer Consumers' Union (detta anche EBCU).

## Storia

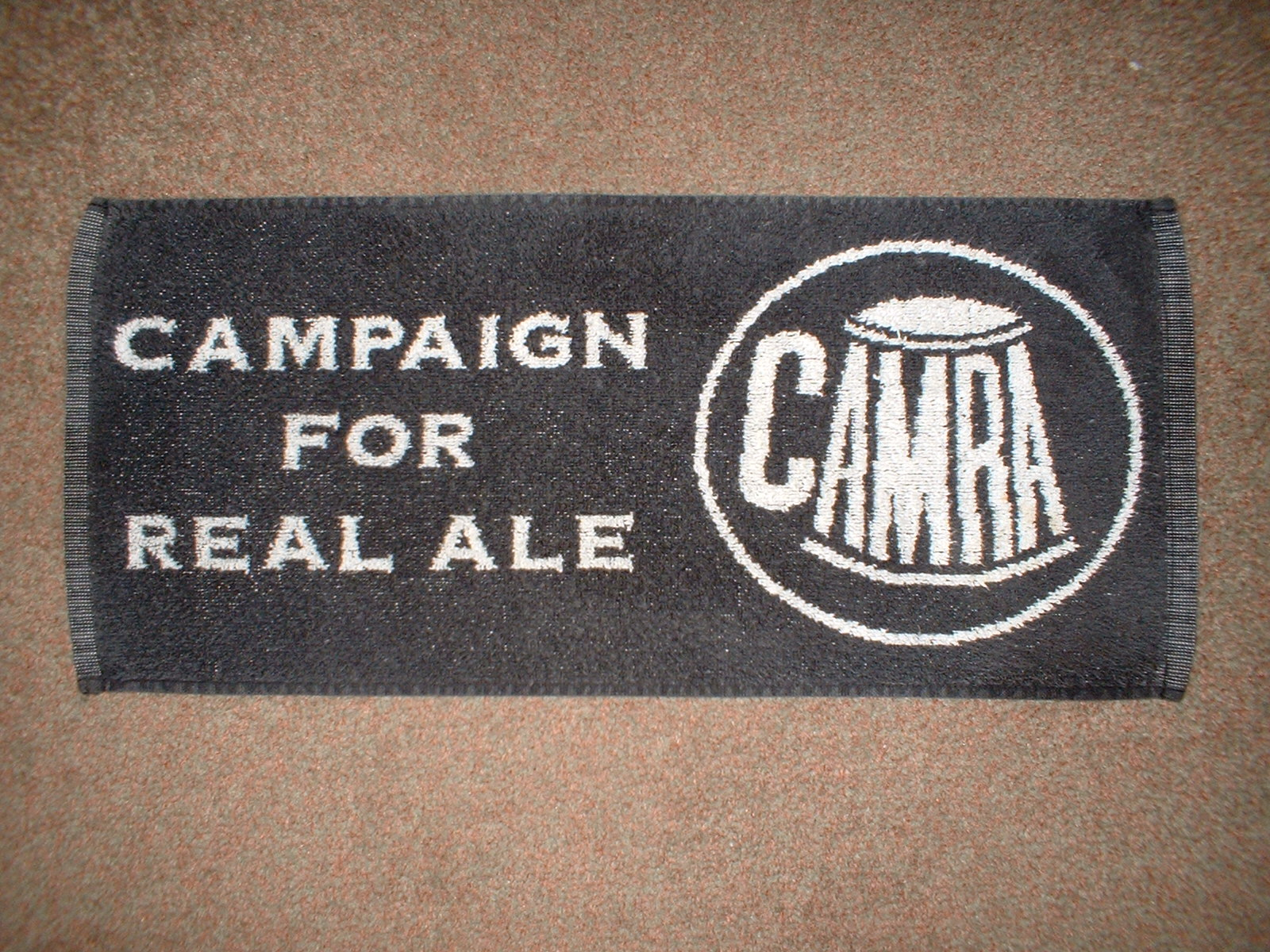
Logo del CAMRA

Il CAMRA è stato fondato nel 1971 da quattro appassionati del mondo della birra: Graham Lees, Bill Meller, Michael Hardman e Jim Makin sotto il nome di "Campaign for the Revitalisation of Ale", che abbreviato diventò "Campaign for Real Ale" l'anno successivo.
Al 2015, l'associazione contava oltre 175.000 membri.

## Obiettivi
Gli scopi delle campagne dimostrative del CAMRA includono la promozione di piccoli produttori di birra e pub, la riforma le leggi di concessione delle licenze, la riduzione delle tasse sulla birra e fermare la fusione tra le fabbriche produttrici di birra britanniche locali. Inoltre promuove le varietà meno comuni di birra e di altre bevande fermentate tradizionali, come la Stout, la Porter, la Mild ale, il tradizionale Sidro e il Perry (sidro di pere).

## Eventi e pubblicazioni
Il CAMRA ogni anno pubblica una guida indipendente, senza pubblicità, che registra i migliori produttori di birre tradizionali del Regno Unito (la Good Beer Guide) e i migliori pub.
Organizza il Great British Beer Festival (GBBF, "Grande festival britannico della birra"), che si svolge ogni anno a Londra nella prima metà di agosto, e il National Winter Ales Festival ( NWAF, "Festival nazionale delle birre invernali"), che ha luogo a Manchester nella seconda metà di gennaio e, tramite i suoi rappresentanti, locali anche molte decine festival locali minori.
Cura anche il National Inventory of Historic Pub Interiors, per contribuire a dare maggiore riconoscimento e protezione ai pub storici della Gran Bretagna.

## Premi
Il CAMRA ricompensa con un premio il migliore pub dell'anno ("Pub of the year"), attribuito in base ai voti di 4.000 membri attivi.
Assegna anche il premio per la migliore birra della Gran Bretagna ("Champion Beer of Britain" o CBoB), assegnato in occasione del Festival britannico della birra.